# Eleição municipal de Itaboraí em 2016
A eleição municipal de Itaboraí em 2016 foi realizada para eleger um prefeito, um vice-prefeito e 15 vereadores no município de Itaboraí, no estado brasileiro de Rio de Janeiro. Foram eleitos Sadinoel Oliveira Gomes Souza (PMB) e Wanderson Dias Pereira para os cargos de prefeito(a) e vice-prefeito(a), respectivamente.
Seguindo a Constituição, os candidatos são eleitos para um mandato de quatro anos a se iniciar em 1º de janeiro de 2017. A decisão para os cargos da administração municipal, segundo o Tribunal Superior Eleitoral, contou com 170 825 eleitores aptos e 32 016 abstenções, de forma que 18.74% do eleitorado não compareceu às urnas naquele turno.

## Antecedentes
Sadinoel Oliveira Gomes Souza iniciou sua vida política em 2014, quando foi eleito Deputado Estadual pelo Rio de Janeiro filiado ao PT. Em setembro de 2015 abandonou a legenda para concorrer a prefeitura de Itaboraí nas eleições municipais de 2016 pelo PMB.

## Campanha
Em busca de sua primeira eleição para um cargo do poder executivo Sadinoel Oliveira Gomes Souza, teve como principal promessa de campanha o aprimoramento da qualidade de vida do cidadão de Itaboraí e o desenvolvimento sustentável. Dentre as propostas de campanha estiveram: A criação de creches com disponibilidade para atendimento em período integral; a fundação de um Horto Florestal; a Criação do hospital da mulher; e a descentralização da cidade, criando regiões com autonomias administrativas. A campanha também focou no ataque as empresas que construíram a COMPERJ, e o prejuízo ambiental e econômico que elas deixaram na cidade.

## Resultados

### Eleição municipal de Itaboraí em 2016 para Prefeito
A eleição para prefeito contou com 5 candidatos em 2016: Alzinir Santana de Freitas (PTB), Dr. Sadinoel (PMB), Cosme Jose Salles (PDT), Sergio Soares (PSDB) e Helil Cardozo (MDB).
No dia 2 de outubro, Dr. Sadinoel foi eleito com 48,68% dos votos válidos.
O Tribunal Superior Eleitoral contabilizou 18.74% de abstenções nesse turno.
| Candidato(a)                        | Vice                                | Coligação                  | Votos recebidos | Percentual |
| ----------------------------------- | ----------------------------------- | -------------------------- | --------------- | ---------- |
| Sadinoel Oliveira Gomes Souza (PMB) | Wanderson Dias Pereira              | É Tempo de Mudar           | 56317           | 48.68%     |
| Cosme Jose Salles (PDT)             | Ricardo Moreira de Araujo           | Itaboraí Tem Jeito         | 28077           | 24.27%     |
| Sergio Alberto Soares (PSDB)        | Marcia Christina Amado Serpa Borges | Juntos para Reconstruir    | 14259           | 12.32%     |
| Alzinir Santana de Freitas (PTB)    | Michelle de Oliveira Silva          | Coragem para Reconstruir   | 11360           | 9.82%      |
| Helil Barreto Cardozo (MDB)         | Nilcimar de Freitas Vieira          | Sempre Juntos Por Itaborai | 5684            | 4.91%      |

### Eleição municipal de Itaboraí em 2016 para Vereador
Na decisão para o cargo de vereador na eleição municipal de 2016, foram eleitos 15 vereadores com um total de 124 428 votos válidos. O Tribunal Superior Eleitoral contabilizou 5 261 votos em branco e 9 120 votos nulos. De um total de 170 825 eleitores aptos, 32 016 (18.74%) não compareceram às urnas . Cinco vereadores foram reeleitos, e havia  apenas uma mulher. O PMN, o PP e o PTB foram os partidos com maior número de vereadores eleitos (2), seguidos por PSC, PTC, PRTB, DEM, MDB, PSL, PSD e SD com um vereador cada.
| Nome                                 | Partido político                                | Coligação                                                | Votos recebidos | Percentual |
| ------------------------------------ | ----------------------------------------------- | -------------------------------------------------------- | --------------- | ---------- |
| Agnaldo Leite Coutinho               | Partido Social Cristão (PSC)                    | Unidos por Itaborai                                      | 3556            | 2.86%      |
| Ederson Jose Vieira                  | Partido da Mobilização Nacional (PMN)           | Partido da Mobilização Nacional (sem coligação)          | 2776            | 2.23%      |
| Rogerio Filgueiras Eleutério         | Partido Trabalhista Cristão (PTC)               | Partido Trabalhista Cristão (sem coligação)              | 2185            | 1.76%      |
| Elber Correa da Silva                | Partido Renovador Trabalhista Brasileiro (PRTB) | Partido Renovador Trabalhista Brasileiro (sem coligação) | 2025            | 1.63%      |
| Paulo Ney Guimaraes Pina             | Partido Trabalhista Brasileiro (PTB)            | Partido Trabalhista Brasileiro (sem coligação)           | 1894            | 1.52%      |
| Deoclecio Machado Viana              | Democratas (DEM)                                | Itaboraí Tem Jeito                                       | 1870            | 1.5%       |
| Alessandro Ferreira Rodrigues        | Movimento Democrático Brasileiro (MDB)          | Unidos por Itaborai                                      | 1854            | 1.49%      |
| Severino Santos Silva                | Partido Progressista (PP)                       | É Tempo de Reconstruir                                   | 1765            | 1.42%      |
| Paulo Roberto Nascimento Alves       | Partido Progressista (PP)                       | É Tempo de Reconstruir                                   | 1741            | 1.4%       |
| Paulo Cesar Moreira                  | Partido Social Liberal (PSL)                    | Partido Social Liberal (sem coligação)                   | 1733            | 1.39%      |
| Marcelo da Rocha Lopes               | Partido Social Democrático (PSD)                | Partido Social Democrático (sem coligação)               | 1684            | 1.35%      |
| Roberto Mattos da Costa              | Solidariedade (SD)                              | É Tempo de Reconstruir                                   | 1680            | 1.35%      |
| Joana Dark Coelho Lage do Nascimento | Partido Trabalhista Brasileiro (PTB)            | Partido Trabalhista Brasileiro (sem coligação)           | 1595            | 1.28%      |
| Eneas dos Santos Pereira             | Partido da Mobilização Nacional (PMN)           | Partido da Mobilização Nacional (sem coligação)          | 1492            | 1.2%       |
| Renato Garcia da Silva               | Partido Renovador Trabalhista Brasileiro (PRTB) | Partido Renovador Trabalhista Brasileiro (sem coligação) | 1245            | 1%         |

## Análise
A vitória de DR. Sadinoel para a prefeitura com recorde de votos a seu favor utilizando-se de duras críticas as obras da COMPERJ, e o fracasso do ex-prefeito Helil Cardozo como o candidato menos votado indicavam a dimensão da crise financeira que passava o município. Em entrevista ao jornal O Fluminense Sadinoel declarou: "Para contornar essa situação de baixa arrecadação e de desemprego na cidade devido ao impasse do Comperj, pretendemos atrair novas empresas para o município através da redução do ISS. Queremos também fomentar a agricultura familiar, o microempreendedorismo e principalmente acelerar e desburocratizar a legalização das empresas que querem investir no município".
A paralisação das obras da COMPERJ também foi um marco para a cidade. A cidade que até 2014 era cercada de expectativa como símbolo de prosperidade, depois passou a enfrentar uma sucessão de dificuldades em outros setores como na saúde e na segurança, já que a principal fonte de arrecadação do município estava suspensa.